# Lê Dân
Lê Dân (13 tháng 8 năm 1928 – 26 tháng 2 năm 2016) là một trong những đạo diễn đầu tiên của nền Điện ảnh Việt Nam, ông có đóng góp rất lớn cho nền điện ảnh trước năm 1975 và nền điện ảnh cách mạng sau năm 1975. Ông cũng là đạo diễn Việt Nam có nhiều phim tham gia các liên hoan phim quốc tế nhất.

## Tiểu sử
Ông tên thật là Lê Hữu Phước, sinh năm 1928 tại Tây Ninh. Vào thập niên 1950 sau khi tốt nghiệp Học viện Cao đẳng Nghệ thuật và Viện Nghiên cứu điện ảnh Paris (Pháp), ông trở về nước bắt đầu làm phim. Ông còn có bằng luật sư. Từ năm 1953 đến 1975 ông tham gia hoạt động cách mạng bí mật tại Sài Gòn với các công việc: dạy học, viết báo, làm luật sư, đạo diễn điện ảnh. Từ 1975 cho đến khi qua đời ông tham gia công tác tại: Hội Văn nghệ giải phóng TP.HCM, Hãng phim Giải phóng, Trung tâm UNESCO Điện ảnh đa truyền thông Việt Nam, Hội điện ảnh Việt Nam, Hội điện ảnh Thành phố Hồ Chí Minh,... Những tác phẩm điện ảnh của ông góp phần tạo nên tên tuổi cho những nghệ sĩ như Thẩm Thúy Hằng, Huỳnh Thanh Trà, Băng Châu, Kiều Chinh (trước 1975), Diễm My, Việt Trinh, Thanh Thúy (sau 1975)... Ông còn là tác giả của những cuốn sách như: Nghệ thuật diễn xuất, Nghệ thuật viết kịch bản điện ảnh và truyền hình, Ngôn ngữ điện ảnh,...
Tại Liên hoan phim Việt Nam lần thứ 6 (1983) với phim Pho tượng, ông nhận giải đặc biệt. Năm 1992, ông nhận giải Bông sen bạc Liên hoan phim Việt Nam lần thứ 10 với phim Xương rồng đen (Việt Trinh đóng vai nữ chính). Phim này cũng mang về cho ông giải A Hội Điện ảnh VN năm 1994. Năm 1995, đạo diễn Lê Dân làm phim Người con gái đất đỏ, nói về cuộc đời nữ anh hùng Võ Thị Sáu (Thanh Thúy đóng vai chính). Năm 2010, ông làm phim Những bức thư từ Sơn Mỹ dựa trên câu chuyện về vụ lính Mỹ thảm sát 504 thường dân tại Sơn Mỹ (Quảng Ngãi) vào ngày 16 tháng 3 năm 1968. Phim tham dự Liên hoan phim Cannes 2010. Ông được Chủ tịch nước trao danh hiệu Nghệ sĩ ưu tú năm 1997 (đợt IV) và nhận nhiều phần thưởng cao quý: Huân chương Kháng chiến hạng Nhất, Huy chương Vì sự nghiệp Văn học nghệ thuật Việt Nam, Bằng khen của Ủy ban nhân dân Thành phố Hồ Chí Minh, Kỷ niệm chương  Vì sự nghiệp UNESCO,...
Ông qua đời tại Thành phố Hồ Chí Minh lúc 11 giờ 30 ngày 26 tháng 2 năm 2016 sau thời gian dài hôn mê sâu do đột quỵ, hưởng thọ 88 tuổi, anh táng tại nghĩa trang Bình Dương.

## Tác phẩm

### Trước năm 1975
- Hồi chuông Thiên Mụ (1957)
- Loan Mắt Nhung (1970)
- Tình Lan và Điệp (1971)
- Trần Thị Diễm Châu (1971)
- Trước giờ giới nghiêm (1972)
- Nhà tôi (1972)
- Trường tôi (1973)
- Xóm tôi (1974)

### Sau năm 1975
- Cánh đồng ước mơ (1978)
- Trang giấy mới (1979)
- Đứa con bị từ chối (1980)
- Con mèo nhung (1981)
- Pho tượng (1982)
- Tiếng sóng (1983)
- Giai điệu xanh (1987)
- Hai chị em (1988)
- Xương Rồng đen (1990)
- Nơi tình yêu đã chết (1993)
- Người con gái đất đỏ (1995)
- Ông cố vấn (1996)
- Mặt trận không tiếng súng (2000)
- Sống lại ở quê hương (2003)
- Những bức thư từ Sơn Mỹ (2010)

## Giải thưởng
- Giải đặc biệt tại Liên hoan phim Việt Nam lần 6 (1983) với bộ phim Pho tượng.
- Giải Bông sen bạc Liên hoan phim Việt Nam lần thứ 10 (1993) với phim Xương rồng đen.
- Giải A giải thưởng Hội điện ảnh Việt Nam năm 1994 với phim Xương rồng đen.
- Giải thưởng của Bộ Nội vụ năm 1996.[4]